# Kriegsverdienstmedaille 1916–1918 (Oldenburg)

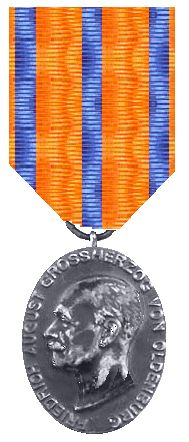
Kriegsverdienstmedaille 1916–1918

Die Kriegsverdienstmedaille 1916–1918 wurde am 21. November 1916 von Großherzog Friedrich August II. von Oldenburg für Mädchen ab dem vollendeten 15. Lebensjahr und Frauen gestiftet, die in der Verwundetenfürsorge innerhalb des Großherzogtums mindestens ein Jahr lang tätig gewesen waren. Anlass für die Stiftung war die Tatsache, dass die Statuten des Friedrich-August-Kreuzes und der oldenburgischen Rote-Kreuz-Medaille eine Verleihung dieser Auszeichnungen an freiwillige Lazaretthelferinnen und Spendensammlerinnen des Roten Kreuzes, die nicht zur eigentlichen Krankenpflege gehörten, nicht zuließ, sodass mit der neuen Medaille eine Möglichkeit geschaffen werden sollte, die Tätigkeit solcher Helferinnen durch ein sichtbares Zeichen würdigen zu können. Die Verleihungen wurden durch den Territorialdelegierten der freiwilligen Krankenpflege im Herzogtum Oldenburg vorgenommen, der zudem Vorsitzender des Oldenburgischen Roten Kreuzes war.
Die beiden ersten Stücke wurden am 1. Januar 1917 den Herzoginnen Ingeborg Alix (1901–1996) und Altburg (1903–2001) von Oldenburg überreicht, den beiden jüngsten Töchtern des Großherzogs. Am 10. Januar wurden 185 Damen in der Turnhalle des Oldenburger Gymnasiums mit der Medaille geehrt. Ab dem 9. Mai 1917 konnte die Medaille auch an Frauen und Männer verliehen werden, die sich auf dem Gebiet der Kriegswirtschaft besonders ausgezeichnet hatten. Ausgenommen waren Personen, die bereits mit dem Eisernen Kreuz II. Klasse (auch für Nichtkombattanten) oder dem Friedrich-August-Kreuz II. Klasse ausgezeichnet waren.
Die ovale, aus geschwärztem Eisen bestehende Medaille, zeigt auf der Vorderseite das Abbild des Stifters. Umlaufend FRIEDRICH AUGUST GROSSHERZOG VON OLDENBURG. Auf der Rückseite steht FÜR TREUE DIENSTE IM WELTKRIEGE.
Das Ordensband ist rot, 30 mm breit, mit zwei roten 8 mm breiten und drei blauen Streifen zu je 4 mm Breite. Es wurde zunächst nur als Schleife verliehen. Ab 9. Mai 1917 durften Männer die Medaille am Band wie das Friedrich-August-Kreuz tragen. Sie kamen ab etwa Sommer zur Verleihung.